# Hyomys goliath
Hyomys goliath är en däggdjursart som först beskrevs av Milne-Edwards 1900.  Hyomys goliath ingår i släktet Hyomys och familjen råttdjur. Inga underarter finns listade i Catalogue of Life.
Artepitet i det vetenskapliga namnet syftar på jätten Goljat. Även gnagaren är påfallande stor.

## Utseende
Arten är med en kroppslängd (huvud och bål) av 36,0 till 39,0 cm, en svanslängd av 30,0 till 38,1 cm och en vikt av 750 till 985 g en stor gnagare och lite större än den andra arten i samma släkte (Hyomys dammermani). Bakfötterna är cirka 6,4 cm långa och öronen är 1,8 till 2,0 cm stora. I den gråbruna pälsen på ovansidan är några längre vita täckhår inblandade. En tydlig gräns mot den ljusbruna till vita undersidan saknas. På svansen förekommer fjäll och några korta hår. Svansens främre halva är svart och den bakre halvan har en gulvit färg. Kännetecknande är en fläck med vita hår som bildar en tofs bakom varje öra. Antalet spenar hos honor är två par.
En form utan vit fläck bakom öronen och med mer långsträckta fjäll på svansen listas ibland som underart, H. g. strobilurus.

## Utbredning
Denna gnagare förekommer i bergstrakter på östra Nya Guinea. Utbredningsområdet ligger 1400 till 2800 meter över havet. Habitatet utgörs av fuktiga skogar, av trädgårdar och av områden som har vuxit igen efter att skogen röjdes.

## Ekologi
Individerna gräver underjordiska bon. De är aktiva på natten och äter unga skott av bambu samt av palmer som kompletteras med frukter och växtdelar av släktet Pandanus. Per kull föds en unge. Boet kan även vara ett gömställe mellan trädens rötter.

## Bevarandestatus
Denna gnagare jagas för köttets skull med hjälp av hundar. Andra hot mot beståndet är inte kända. IUCN kategoriserar arten globalt som livskraftig.